# 岸下恵介
岸下 恵介（きしした けいすけ、3月9日 - ）は、岡山放送 (OHK) のアナウンサー。

## 来歴
香川県高松市出身。香川県立高松西高等学校、立命館大学経済学部卒業。双子の兄がおり、高校を卒業するまで同じ野球チームに所属していた。
大学を卒業後、2016年に岡山放送に入社。

## 担当番組
- OHKフラッシュニュース
- OHKみんなのニュース - 「みんなの天気」月曜 - 木曜担当[4] → 月曜 - 水曜担当[5]
- ミルンへカモン! なんしょん? - 土曜中継コーナー「岸下恵介のフルスイング中継」リポーター[4]
- OHKてれび時評 - 司会（2017年4月30日 - ）[6]
- サン讃かがわPLUS - ナビゲーター[7]
- めざましテレビ（フジテレビ） - 「藤井アナの何でもやってみます！」（2017年6月29日・8月23日）[8][9]
- みんなのニュース（フジテレビ） - 「上を向いて歩こう！」（2018年2月26日 - 3月2日）[10]
- OHKプライムニュース - キャスター、「キニナル」「ふるさと明日へ」リポーター[11][12]
- Road それぞれの道 - ナレーター（2018年12月22日）[13]
- OHK Live News[14]
- FNN Live News it! - 土曜・日曜版ローカルパート[14]
- FNN Live News days ローカルパート[14]